# Naturschutzgebiet Darschkower See bei Stolzenburg

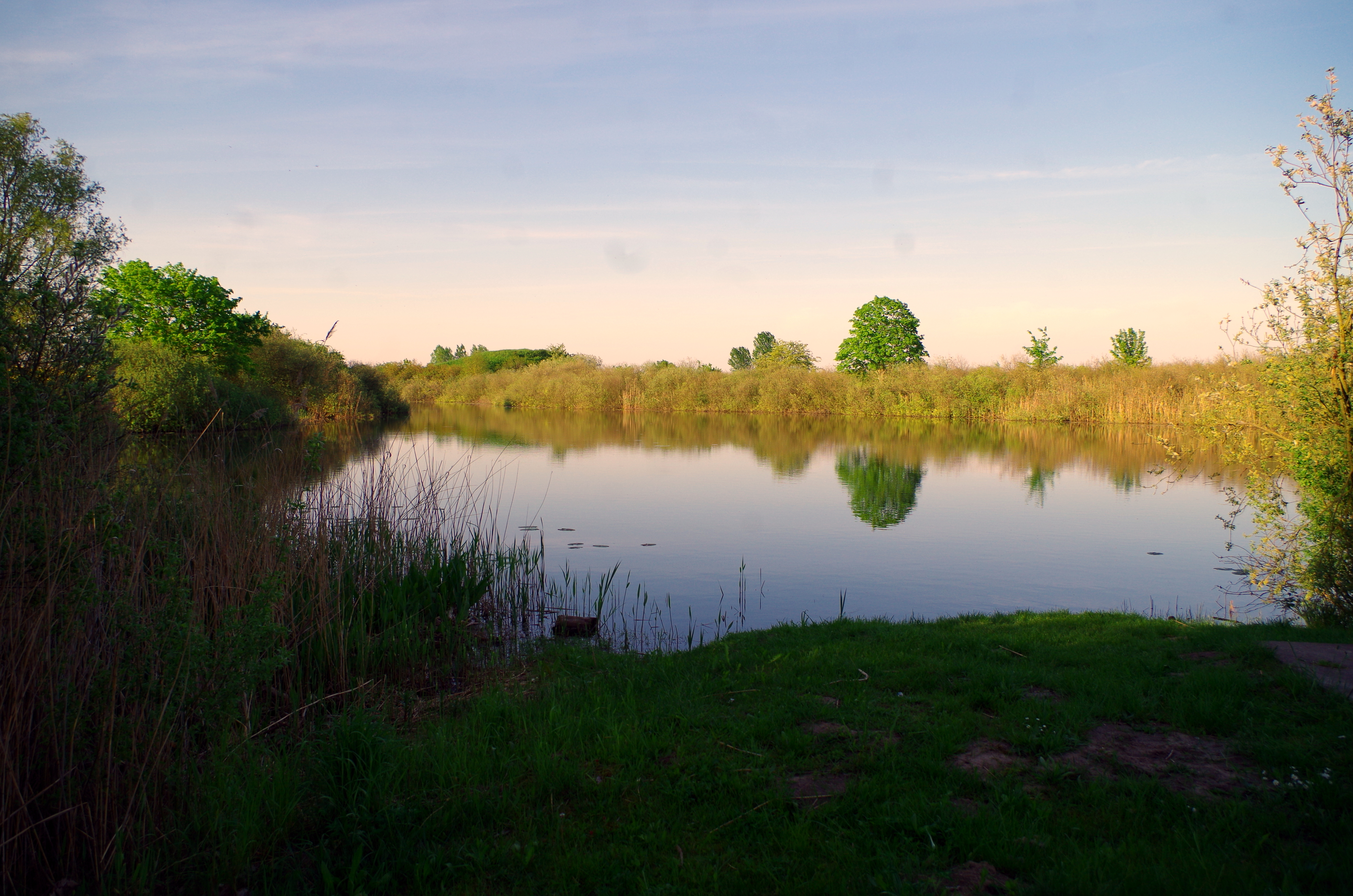
Darschkower See (2017)

Das Naturschutzgebiet Darschkower See bei Stolzenburg ist ein Naturschutzgebiet in Mecklenburg-Vorpommern im Umfeld des Darschkowsees. Es befindet sich fünf Kilometer nordwestlich von Pasewalk. Der Ort Stolzenburg liegt unweit südöstlich. Das Schutzgebiet wurde am 27. September 1990 ausgewiesen und im Jahr 1993 verkleinert. Es umfasst eine Fläche von 24 Hektar.
Das Schutzziel besteht in Erhalt und Pflege eines Oszuges mit Halbtrockenrasen auf den Höhenlagen und Feuchtbiotopen in tieferen Osgräben. Der Gebietszustand wird als gut eingestuft. Es existieren keine öffentlichen Wege im Schutzgebiet. Ein Feldweg am Westrand der Flächen sowie die Badestelle am Darschkowsee ermöglichen Blicke in das Gebiet.

## Geschichte und Wasserhaushalt
Das Schutzgebiet ist Teil des drei Kilometer langen Oszuges, der in Nord-Süd-Richtung beim Schlossberg endet. Der Schlossberg wurde seit dem 7. Jahrhundert durch die Slawen besiedelt. Ab dem 12. Jahrhundert nutzten deutsche Siedler die Randbereiche des Sees als Acker und Grünland.

## Pflanzen- und Tierwelt
In den tiefer gelegenen Rinnen sind Röhrichte in verschiedenen Ausprägungen anzutreffen. Die Zauneidechse kommt im Gebiet vor. Hervorhebenswerte Vogelarten sind Beutelmeise, Rothalstaucher und Bekassine.